# Diepwater sikkelvinvaalhaai
De diepwater sikkelvinvaalhaai (Hemitriakis abdita) is een haai uit de familie van de gladde haaien.

## Natuurlijke omgeving
De diepwater sikkelvinvaalhaai komt voor in het midden van het westen van de Grote Oceaan bij de Coral Sea bij Queensland, Australië en Nieuw Caledonië.
Diepwater sikkelvinvaalhaai (Hemitriakis abdita) · Hemitriakis complicofasciata · Sikkelvinvaalhaai (Hemitriakis falcata) · Japanse vaalhaai (Hemitriakis japanica) · Witvinvaalhaai (Hemitriakis leucoperiptera)